# Прометей (клуб по хоккею с мячом)
«Промете́й» — команда по хоккею с мячом из Кировской области. Известна также как «Дымка». Большую часть времени своего существования представляла город Слободской. В 2011 году под названием «Вятка» (Слободской) выиграла финальный турнир Первенства России по хоккею с мячом среди коллективов физической культуры.

## История клуба

### 2006—2008
В 2006 году в городе Слободском Кировской области было объявлено, что команда с названием «Дымка» будет играть в Первенстве России среди команд Первой лиги. Учредителями «Дымки» стали администрация Слободского района и областная федерация хоккея с мячом. Деятельное участие в создании команды принял президент областной федерации А. А. Маури, благодаря которому спустя много лет был возрожден чемпионат города Кирова. 
Заявленная цель создания команды — дальнейшая пропаганда хоккея с мячом. За основу взяли поигравший уже на тот момент на Первенстве КФК коллектив «Прогресс». Курировать «Дымку» на общественных началах стал авторитетный российский специалист, заслуженный тренер России А. А. Казаковцев, а тренировать (будучи ещё и игроком) — в прошлом один из ведущих хоккеистов кировской «Родины», мастер спорта И. М. Коноплев. В составе «Дымки» играли воспитанники «Родины» разных лет, а также представители Вахрушей и самого Слободского.
В сезоне 2006—2007 годов «Дымка» сыграла весьма удачно для дебютанта: были одержаны победы над сильными коллективами из Краснотурьинска и Кирова. Однако уже в следующем сезоне неудачное выступление «Дымки» заставило попечительский совет клуба заявить о снятии команды с Первенства России. Несмотря на это в городе Слободском работала хоккейная школа «Дымки» на базе местного ДЮСШ.

### 2009
В 2009 году команда из Слободского заявилась на два турнира: на призы Федерации хоккея с мячом России и Первенство России среди ветеранов,. Однако финансовые и организационные трудности опять не позволили команде заявиться в регулярный чемпионат.

### 2011
В начале 2011 года стало известно, что турнир Первенства России по хоккею с мячом среди коллективов физической культуры пройдёт в городе Слободском на местном стадионе «Труд». Игроки «Дымки», игравшие по большей мере в первенстве города Кирова по хоккею с мячом, уже принимали участие в составе команды «Прогресс» (Киров). Прямого предка «Дымки» образца 2006 года — в подобном турнире в сезоне 2005—2006, где выступили неудачно, заняв предпоследнее место. 
Вновь сформированная команда города Слободского для участия в новом турнире, основой которой стали игроки «Дымки», стала именоваться «Вятка» (Кировская область). Однако, по информации с сайта ФХМР, команда была заявлена на турнир именно как «Вятка» (Слободской), что подчёркивает преемственность коллективов «Дымка» и «Вятка». Сам же турнир 2011 года «Вятка» выиграла, завоевав первый трофей в своей истории.

### С 2012
В начале 2012 года команда собралась вновь, но уже под названием «Прометей» (Кировская область) коллектив выступил в турнире Первенства России по хоккею с мячом среди КФК 2011—2012, заняв высокое 3-е место. Турнир 2013 года сложился неоднозачно: после 4-х разгромных побед в 4-х матчах на предварительном этапе последовала невыразительная игра в финале, тем не менее позволившая кировчанам занять 6-е место среди 16-ти команд. В следующем году вятский коллектив снова прошёл предварительную стадию, на этот раз в результате отказа соперников из Перми, однако на финальный турнир в Обухово не явился.

## Достижения
- Первенство России по хоккею с мячом среди коллективов физической культуры:
- Чемпион (2011)

- Бронзовый призёр (2012)